# Матюшино (Верхнеуслонский район)
Матюшино — село в Верхнеуслонском районе Татарстана. Входит в состав Октябрьского сельского поселения.

## География
Находится в западной части Татарстана на расстоянии приблизительно 11 км на юг по прямой от районного центра села Верхний Услон на берегу Куйбышевского водохранилища.

## История
Основано во второй половине XVI века на дворцовых землях как починок Матюшкин. В конце XVII века было передано в собственность дворянам Нарышкиным.

## Население
Постоянных жителей было в 1782 — 245 душ мужского пола пола, в 1859 — 392, в 1897 — 459, в 1908 — 488, в 1920 — 523, в 1926 — 503, в 1938 — 549, в 1949 — 496, в 1958 — 513, в 1970 — 305, в 1979 — 271, в 1989 — 149. Постоянное население составляло 109 человек (русские 72 %, татары 26 %) в 2002 году, 62 — в 2010.